# Pigeon simple
Patagioenas inornata
Espèce
Statut de conservation UICN

 NT  : Quasi menacé
Le Pigeon simple (Patagioenas inornata, syn. : Columba inornata) est une espèce de pigeons de la famille des Columbidae originaire d'Amérique Centrale.

## Répartition
Il se trouve à Cuba, en République dominicaine, Haïti, Jamaïque et Porto Rico.

## Habitat
Son habitat naturel est les forêts, les bois, les déserts côtiers, les mangroves et les zones marécageuses.
Il est menacé par la perte de son habitat.

## Description
Le Pigeon simple est un oiseau de grande taille (38 cm de long) qui ressemble superficiellement au Pigeon biset. De loin, il apparaît entièrement d'un gris-bleu pâle. La tête, la nuque, la poitrine et une partie de l'aile repliée sont couleur vin rouge. Repliée, l'aile présente un bord blanc, en vol, on voit une barre blanche bien visible. Les pattes et les pieds sont rouge foncé. La femelle est légèrement plus petite et plus terne que le mâle. les jeunes sont entièrement bruns, avec les bords des ailes plus pâles et les yeux foncés.

## Taxonomie
On pense que le Pigeon simple représente une adaptation insulaire assez récente du Pigeon à bec rouge (P. flavirostria) ou du Pigeon du Pérou (P. oenops), trouvés en Amérique centrale ou du Sud.